# Willie Fernie (labdarúgó)
William „Willie” Fernie (Kinglassie, 1928. november 22. – Glasgow, 2011. július 1.) skót labdarúgócsatár, edző.
A skót válogatott tagjaként részt vett az 1954-es és az 1958-as labdarúgó-világbajnokságon.